# Britiande
Britiande é uma vila portuguesa que é sede da Freguesia de Bitiande do Município de Lamego, freguesia com 4,80 km² de área e 792 habitantes (censo de 2021), tendo, assim, uma densidade populacional de 165 hab./km².
A povoação de Britiande foi elevada à categoria de vila em 1997.
Foi sede de concelho até ao início do século XIX, e foi capital de distrito. O pequeno município era constituído apenas pela freguesia da sede e tinha, em 1801, 363 habitantes.
Foi nesta vila que Egas Moniz nasceu e onde se pode visitar a sua casa.[carece de fontes?]

## Etimologia
Britiande será um topónimo germânico que virá de Bairths (Claro, ilustre) e de Nanþs (Atrevido, audaz), por via do baixo-latim [Villa] Bretenandi, 'a quinta de Bretenando'.

## Demografia
A população registada nos censos foi:
| Distribuição da População por Grupos Etários | Distribuição da População por Grupos Etários | Distribuição da População por Grupos Etários | Distribuição da População por Grupos Etários | Distribuição da População por Grupos Etários |
| -------------------------------------------- | -------------------------------------------- | -------------------------------------------- | -------------------------------------------- | -------------------------------------------- |
| Ano                                          | 0-14 Anos                                    | 15-24 Anos                                   | 25-64 Anos                                   | > 65 Anos                                    |
| 2001                                         | 157                                          | 135                                          | 510                                          | 213                                          |
| 2011                                         | 107                                          | 101                                          | 511                                          | 215                                          |
| 2021                                         | 69                                           | 69                                           | 408                                          | 246                                          |

## Património
- Igreja de São Silvestre[9]
- Casa e Capela de Santo António[10]
- Pelourinho de Britiande[11]
- Casa D. Egas Moniz
- Capela de São Bartolomeu

## Política

### Eleições autárquicas

#### Assembleia de Freguesia
| Data | %       | D       | %     | D     | %       | D       | %              | D       | %              | D   | %              | D   | %              | D   | %       | D       | %   | D   | Participação |                |
| Data | PPD/PSD | PPD/PSD | PS    | PS    | CDS-PP  | CDS-PP  | APU/CDU        | APU/CDU | PRD            | PRD | PDC            | PDC | PSN            | PSN | PSD-CDS | PSD-CDS | GCE | GCE | Participação |                |
| ---- | ------- | ------- | ----- | ----- | ------- | ------- | -------------- | ------- | -------------- | --- | -------------- | --- | -------------- | --- | ------- | ------- | --- | --- | ------------ | -------------- |
| Data | 1976    | 47,77   | 4     | 36,48 | 3       | 9,19    | —              |         |                |     |                |     |                |     |         |         |     |     |              | 49,54 / 100,00 |
| 1979 | 76,23   | 9       | 8,45  | —     | 7,57    | —       | 4,75           | —       | 75,13 / 100,00 |     |                |     |                |     |         |         |     |     |              |                |
| 1982 | 47,65   | 5       | 21,81 | 2     | 22,48   | 2       | 3,86           | —       | 68,82 / 100,00 |     |                |     |                |     |         |         |     |     |              |                |
| 1985 | 51,49   | 5       | 4,07  | —     | 8,76    | —       | 2,50           | —       | 30,67          | 2   | 64,22 / 100,00 |     |                |     |         |         |     |     |              |                |
| 1989 | 10,76   | 1       | 13,90 | 1     | 21,38   | 1       |                |         |                |     | 50,67          | 4   | 69,91 / 100,00 |     |         |         |     |     |              |                |
| 1993 | 38,44   | 3       | 15,92 | 1     | 40,24   | 3       |                |         | 2,55           | —   | 69,88 / 100,00 |     |                |     |         |         |     |     |              |                |
| 1997 | 39,14   | 3       | 59,86 | 4     |         |         |                |         |                |     | 72,54 / 100,00 |     |                |     |         |         |     |     |              |                |
| 2001 | 36,21   | 3       | 46,36 | 3     | 15,00   | 1       | 70,66 / 100,00 |         |                |     |                |     |                |     |         |         |     |     |              |                |
| 2005 | PSD-CDS | PSD-CDS | 48,99 | 4     | PSD-CDS | PSD-CDS | 46,49          | 3       | 69,52 / 100,00 |     |                |     |                |     |         |         |     |     |              |                |
| 2009 | PSD-CDS | PSD-CDS | 36,26 | 3     | PSD-CDS | PSD-CDS | 50,89          | 4       | 11,06          | —   | 63,80 / 100,00 |     |                |     |         |         |     |     |              |                |
| 2013 | PSD-CDS | PSD-CDS | 14,91 | 1     | PSD-CDS | PSD-CDS | 1,62           | —       | 42,95          | 3   | 36,63          | 3   | 65,71 / 100,00 |     |         |         |     |     |              |                |
| 2017 | 57,40   | 4       | 38,54 | 3     |         |         | 0,98           | —       |                |     |                |     | 71,35 / 100,00 |     |         |         |     |     |              |                |
| 2021 | PSD-CDS | PSD-CDS | 39,63 | 3     | PSD-CDS | PSD-CDS |                |         | 56,83          | 4   | 72,32 / 100,00 |     |                |     |         |         |     |     |              |                |